# El conductor (pel·lícula de 1978)
El conductor (títol original: The Driver) és una pel·lícula estatunidenco-britànica dirigida per Walter Hill, estrenada el 1978. Ha estat doblada al català.

## Argument
A la sortida d'un casino, una jove és testimoni d'un atracament efectuat per dos pistolers que arriben a escapar-se de la policia gràcies a l'habilitat del xofer del cotxe. Ella es nega a donar la seva descripció a la policia i arriba a ajuntar-se amb el xofer. Això amb la finalitat de provar de robar-li el botí.

## Repartiment
- Ryan O'Neal: el xòfer
- Isabelle Adjani: la jugadora
- Bruce Dern: el detectiu
- Ronee Blakley: el contacte
- Matt Clark: el primer inspector
- Felice Orlandi: el segon inspector
- Joseph Walsh: Ulleres
- Rudy Ramos: Mandibula
- Denny Macko: el canvista
- Frank Bruno: el jove
- Will Walker: Dits

## Producció

### Desenvolupament
En els anys 1970, la societat britànica EMI Pel·lícules (filial d'EMI Group) desitja produir pel·lícules americanes, amb l'ajuda dels productors Michael Deeley i Barry Spikings. Driver, com El caçador (Michael Cimino, 1978), forma part de les seves pel·lícules.
Walter Hill envia una còpia del seu primer guió a Raoul Walsh, perquè doni la seva aprovació. Al director li agrada molt el guió

### Càsting
El paper del xofer era inicialment previst per Steve McQueen.
Isabelle Adjani, que hi havia refusat un paper en The Other Side of Midnight (1977), roda aquí la seva primera pel·lícula americana. Ha acceptat aquest paper perquè li havia agradat la pel·lícula precedent de Walter Hill, El lluitador (1975). Evoca aquesta aventura americana en la revista Première: 
| « | He sentit parlar massa d'actrius que no aconsegueixen aquests americans dolents que havien rodat fent el ridícul, sent un element de folklore ! Llavors, he acceptat aquest paper en principi perquè no és un paper de francesa. […] Però provo, no ser indiferent, i trobar altres raons per treballar als Estats Units, més que provar el que s'anomena una carrera americana | » |

.

### Rodatge
El rodatge va tenir lloc a Los Angeles (Downtown Los Angeles, UnionStation, ...).